# Soxhlet-apparaat

Opbouw van een Soxhlet-apparaat:
1. oplosmiddel
2. kolf
3. dampleiding
4. extractiebeker
5. extractiemateriaal
6-7. overloophevel
8. reduceerstuk
9. koeler
10. koelwaterafvoer
11. koelwaterinlaat

Een soxhlet-apparaat is een laboratoriuminstrument dat werd uitgevonden door Franz von Soxhlet, oorspronkelijk om de hoeveelheid vet in melk te bepalen. Het apparaat wordt in het laboratorium gebruikt om een oplosbaar bestanddeel uit droge stof te extraheren met een oplosmiddel, bijvoorbeeld cafeïne uit gemalen koffie. 

## Opbouw en werking
Het apparaat bestaat uit een warmtebron die het onderste reservoir met oplosmiddel aan de kook houdt. Het verdampende oplosmiddel condenseert in een koeler weer tot zuiver oplosmiddel in de vloeistoffase, dat in een hoger gelegen poreus filterbakje terugloopt waarin zich de te extraheren vaste stof bevindt. Hierin gaat een deel van de te winnen stof in oplossing. De vloeistof blijft aanvankelijk in deze extractiebeker staan. Het intensieve contact met het oplosmiddel bevordert het oplosproces van het te winnen materiaal. Het oplosmiddel verzamelt zich in dit hoger gelegen vat totdat een zekere maximale hoogte overschreden wordt. Het apparaat is zo geconstrueerd  dat de verrijkte oplossing daarop in zijn geheel terug loopt in het onderste reservoir. De afbeelding toont de verfijning die dit mogelijk maakt, een overloophevel.
Eenmaal terug in het onderste reservoir gaat bij het koken alleen het oplosmiddel weer in dampvorm over. De opgeloste stoffen verzamelen zich daarom geleidelijk in het onderste vat. Op deze manier is het mogelijk om met weinig oplosmiddel toch een nagenoeg volledige extractie uit te voeren.  
Vereisten zijn wel dat het te winnen bestanddeel goed oplosbaar en veel minder vluchtig is dan het oplosmiddel en dat het bij de gebruikte temperaturen niet reageert tot ongewenste reactieproducten.